# Rádio Banda B
Rádio Banda B é uma emissora de rádio brasileira sediada em Curitiba, capital do estado do Paraná. Opera no dial AM, na frequência 550 kHz e FM na frequência 89,7 MHz. Possui filial na cidade de Cambará, no Norte Pioneiro do estado, operando na frequência AM 650 kHz.

## História
A emissora nasceu da iniciativa do radialista Luiz Carlos Martins em ter sua própria estação de rádio. Para isso, ele comprou a frequência AM 550 kHz de Curitiba, que retransmitia a CBN Curitiba. A Rádio Banda B foi lançada oficialmente em 1.º de março de 1999 e desde então se destaca pelos seus programas popularescos, jornalísticos e pelas transmissões esportivas, o que de certa forma contribui para os bons índices de audiência da emissora. Quando foi inaugurada, os estúdios se localizavam no bairro do Cristo Rei, a partir de 2004, a sede da emissora foi transferida para o bairro Pilarzinho.
Em 11 de junho de 2018 a rádio estreou no dial FM, na frequência 107,1 MHz. A rádio já estava em processo de alteração e adaptação para transmitir em FM desde 2015 e assumiu a frequência em definitivo após a saída da Wood's FM. A parceria durou até 2019 quando voltou com a transmissão somente em AM. Em 24 de maio de 2021, tornou-se a primeira emissora de rádio do Paraná e uma das primeiras do país a transmitir sua programação no FM estendido pela frequência 79.3 MHz. 
Em 2 de setembro de 2023, após 24 anos no ar, a emissora decide encerrar a equipe de esportes e também as transmissões no rádio, reduzindo apenas para boletins na programação, nas redes sociais e no site da emissora. Já o programa nos fins de tarde foi reduzido para 30 minutos de duração alterando o nome de Balanço Esportivo para Esporte Banda B Tá On. Em 25 de novembro, a emissora retomou as transmissões acompanhando a dupla Atletiba durante a reta final do Campeonato Brasileiro. Em 8 de Janeiro de 2024, a emissora estreou uma nova grade de programação e como parte dela, houve a retomada do programa Balanço Esportivo nos fins de tarde entre 17h e 18h além da estreia da segunda edição do Jornal da Banda B das 18h15 às 20h. Já no dia 17 de janeiro a emissora promoveu a estreia do Programa Roberto Hinça das 11h às 13h além das transmissões do Campeonato Paranaense com a equipe esportiva.
Em 29 de julho de 2024, o radialista e proprietário da emissora Luiz Carlos Martins morreu por decorrência de complicações após uma cirurgia para retirada de uma bactéria na válvula mitral do coração, descoberta após o mesmo sofrer um AVC no dia 20 do mês anterior. A emissora alterou a programação no dia seguinte onde acompanhou o velório, a missa de corpo presente e o sepultamento do radialista.
Em 16 de dezembro de 2024, o Grupo Banda B de Comunicação foi adquirido pelo Grupo RIC, liderado por Leonardo Petrelli, dessa forma passando a integrar a plataforma que possui veículos de imprensa entre rádios, TVs, portais, revista impressa e canais digitais.
Às 0h do dia 5 de maio de 2025, a Banda B cessou suas transmissões nos 79,3 FM na faixa estendida assim migrando sua programação para o FM convencional na frequência 89,7 MHz. A emissora segue sendo transmitida no AM 550 até o seu desligamento que acontece em breve.